# Henri de La Rochejaquelein
Henri du Vergier, grev de La Rochejaquelein (født d. 30. august 1772, død d. 28. januar 1794) var en fransk adelsmand og general, som var en af de royalistiske ledere under Vendéerkrigen.

## Militærkarriere
La Rochejaquelein begyndte sin militærkarriere, efter han havde færdiggjort sin skolegang. Han blev i 1792 del af Garde Constitutionnelle, som var Ludvig 16. livgarde. La Rochejaquelein forsvarede den 10. august 1792 kongeslottet Tuilerierne, da kongeparret blev taget til fange.
Efter en antirepublikansk opstand i Vendée mod indførelse af værnepligt, tog flere royalistiske adelsmænd som La Rochejaquelein dertil for at støtte oprøret. Efter at generalissimo Jacques Cathelineau var dræbt, og hans efterfølger Maurice d'Elbée blev såret, blev den kun 21-årige La Rochejaquelein valgt til at lede de royalistiske styrker den 20. oktober 1793.
La Rochejaquelein blev skudt den 28. januar 1794, efter at han havde forsøgt at få to republikanske soldater til at overgive sig. Den ene genkendte ham og skød ham.

## Bøger
- Guiney, Louise Imogen. Monsieur Henri. New York City: Harper & Brothers, 1892.